# Kraze Burgers
Kraze Burgers (크라제버거) ist eine südkoreanische Burger-Restaurant-Kette. Die erste Filiale wurde 1998 in Apgujeong-dong, Gangnam-gu, Seoul gegründet. Heute haben sie mehr als 100 Restaurants in Südkorea. 2009 wurde die erste Filiale im Ausland eröffnet, in Hongkong. Mittlerweile hat das Unternehmen Filialen in den USA, Singapur und Macau. Im Gegensatz zu Fast-Food-Restaurants lautet das Motto von Kraze Burgers „Kraze is not Fast Food“, da sie einen gesunden Burger anbieten wollen, der frisch gemacht wird. 